# Premis del Sindicat Nacional de l'Espectacle de 1967
Els vint-i-setens Premis Nacionals de Cinematografia concedits pel Sindicat Nacional de l'Espectacle corresponents a 1967 es van concedir el 30 de gener de 1968 a l'Hotel Palace de Madrid. En aquesta edició els premis econòmics foren per 5 pel·lícules i 875.000 pessetes, i un total de 265.000 pessetes als premis al millor director, guió, actor i actriu principal, actor i actriu secundaris, fotografia, decorats i música.Hi van estar presents el ministre Manuel Fraga Iribarne, el secretari general del Movimiento José Solís Ruiz, el director general de cultura Carlos Robles Piquer i el president del SNE José Farré de Calzadilla. També foren premiats els curtmetratges Silencio, Viaje al país del turismo i Artesanía española: oficios andaluces

## Guardonats de 1967
| Categoria                | Premi       | Pel·lícula premiada                     | Director                    |
| ------------------------ | ----------- | --------------------------------------- | --------------------------- |
| Premi especial           | 250.000 pts | Proceso de Gibraltar                    | Eduardo Manzanos            |
| 1r premi                 | 250.000 pts | El amor brujo                           | Francesc Rovira Beleta      |
| 2n premi                 | 150.000 pts | Encrucijada para una monja              | Julio Buchs García          |
| 3r premi                 | 125.000 pts | Los chicos del Preu                     | Pedro Lazaga                |
| 4t premi                 | 100.000 pts | Crónica de nueve meses                  | Mariano Ozores              |
| Millor director          | 45.000 pts  | Pedro Lazaga                            | Los chicos del Preu         |
| Millor guió              | 45.000 pts  | Torcuato Luca de Tena, José López Rubio | La mujer de otro            |
| Millor actriu            | 30.000 pts  | Lola Flores                             | Una señora estupenda        |
| Millor actor             | 30.000 pts  | Paco Martínez Soria                     | ¿Qué hacemos con los hijos? |
| Millor actriu principal  | 25.000 pts  | María José Goyanes                      | Los chicos del Preu         |
| Millor actor principal   | 25.000 pts  | Emilio Gutiérrez Caba                   | Los chicos del Preu         |
| Millor actriu secundària | 20.000 pts  | Guadalupe Muñoz Sampedro                | per la seva obra            |
| Millor actor secundari   | 20.000 pts  | José Orjas                              | Los chicos del Preu         |
| Millor fotografia        | 25.000 pts  | José Fernández Aguayo                   | La mujer de otro            |
| Millors decorats         | 20.000 pts  | Jaime Pérez Cubero                      | Encrucijada para una monja  |
| Millors música           | 20.000 pts  | Carmelo Bernaola                        | Días de viejo color         |